# Леканда, Томас
Томас Леонардо Леканда (исп. Tomás Leonardo Lecanda; родился 29 января 2002, Мартинес, Сан-Исидро, провинция Буэнос-Айрес) — аргентинский футболист, защитник клуба «Ривер Плейт».

## Клубная карьера
Леканда — воспитанник клуба «Ривер Плейт». 20 мая 2021 года в поединке Кубка Либертадорес против колумбийского «Санте-Фе» Томас дебютировал за основной состав. 9 октября в матче против «Банфилд» он дебютировал в аргентинской Примере.

## Международная карьера
В 2019 года Леканда в составе юношеской сборной Аргентины победил в юношеском чемпионате Южной Америки в Перу. На турнире он сыграл в матчах против команд Колумбии, Чили, Парагвая и Эквадора. В том же году Леканда принял участие в юношеском чемпионате мира в Бразилии. На турнире но сыграл в матче против команды Таджикистана. 

## Достижения
Международные
 Аргентина (до 17)
- Победитель юношеского чемпионата Южной Америки — 2019